# 高泰保
高 泰保（고태보,Ko Taebo,1939年7月25日- 2002年  享寿63岁），日本农学博士，出生于日本大阪市，国籍为韩国。
在京都大学农业部进行培育研究，另外还曾兼做大阪经济法科大学特邀教授，历任过国际高丽学会科技部委员长，在亚洲特别是针对中国、俄罗斯、北朝鲜的粮食问题解决方面进行过深入研究。

## 履  历
- 1939年生于日本大阪市的在日韩国人的家庭，曾就读于大阪府高等学校京都府立大学，京都大学院士毕业。并发表过很多关于培育学的论文 （页面存档备份，存于）。
- 1970年初，以在日农学博士身份首次出席了经由第三国的在保加利亚开办的国际研究学会，曾被当时的新闻报道过。其生前经常在日本各地及韩国，北朝鲜，中国，俄罗斯，欧洲及美国的学术研究会现场奔波。在此期间，与世界各地的韩国人学者进行过深入的学术交流，另外，还针对南北离散家庭再聚方面倾注了很大的精力。
- 1996年参加世界韩民族科技研究者综合学术大会，曾与当时的大韩民国首相金泳三在国际学会上见过面。其晚年除了以朝鲜半岛为对象进行地区研究的同时，也对以韩国民族为对象的朝鲜学进行过深入研究。高博士去世前曾经说过这样的话：“对于国民来说最重要的东西就是---政治，拥有先进的科学技术及超前的智慧，也是要在为了全体国民而产生的政治的基础上才能发挥其实际的作用。”由此可以感受到其当时作为学者针对自身的无能为力及对祖国的分裂和粮食短缺问题上的苦恼挣扎，或许也是其在深切体会到北朝鲜同胞们的痛苦所表达出的当时的内心写照。

其出生地大阪市东城区曾经还是电影血与骨的拍摄地，在家中5个兄弟中排行老二，当时与作家梁石日为邻居，其父亲在他上小学时返回韩国，哥哥也在那个时候不幸去世，他就作为长男和另外3个兄弟由母亲一手带大。在当时国际条款中没能取得日本国籍，但是仍作为京都大学农学部研究员继续进行科学研究，在其影响下，另外3个兄弟也成为了学者。其父亲是大韩民国建国初期的历史学者及政治家高权三 （页面存档备份，存于）。
在父亲不在的极其贫困的情况下，为了让兄弟5人都能上大学，没日没夜的工作的母亲宗时子成功的让所有孩子进入了大学，辛勤工作的母亲（时子）曾被小说血与骨作为古怪的石原太太写入小说内。

## 发表的论文
- 《利用人为突然变异的培育学研究：处理下一代变异界限外根据个体出现率引发突然变异效果的评价》（培育学杂志 19(2), 89-93, 1969-04-30）
- 《利用人为突然变异的培育学研究：针对选择个体群进行突然变异频度的推测》（培育学杂志20(2), 101-104, 1970-04-30）
- 《利用人为变异的培育研究：乙烯亚胺及X光线所引起的不稔性遗传》（培育学杂志20(4), 219-222, 1970-08-31）
- 《水稻的诱发雄性不稔突然变异的遗传因子分析：利用人为变异的培育学研究XVI》（培育学杂志37(2), 192-198, 1987-06-01）